# Blume von Hawaii (Film)
Blume von Hawaii ist ein deutscher Spielfilm von Géza von Cziffra aus dem Jahr 1952 in Schwarzweiß. Die Hauptrollen waren mit Maria Litto und William Stelling besetzt worden. Das Drehbuch stammt vom Regisseur. Es beruht lediglich auf ein paar Motiven der gleichnamigen Operette von Emmerich Földes, Alfred Grünwald, Fritz Löhner-Beda und Paul Abraham. In der Bundesrepublik Deutschland kam der Streifen zum ersten Mal am 18. Dezember 1953 ins Kino.

## Handlung
Gleich mehrere Sängerinnen haben sich um die Titelrolle der Neuinszenierung der „Blume von Hawaii“ im Hamburger Operettentheater beworben, aber keine entspricht den Vorstellungen des Regisseurs Bébé. Da kommt dieser auf die Idee, die Hauptdarstellerin dort zu suchen, wo das Werk angesiedelt ist. Zusammen mit dem Tenor William Stelling, der bezüglich seiner Partnerin auch ein Wörtchen mitzureden hat, bereitet er eine Reise nach Tahiti (!) vor. Damit scheint für die Bewerberin Lia Müller der Traum von einer baldigen Bühnenkarriere aus zu sein. Aber noch gibt sie sich nicht geschlagen. Nachdem sie Bébés Reiseplan erfahren hat, macht sie sich mit ihrer Freundin Pepsy ebenfalls auf den Weg nach Tahiti, und zwar sofort, sodass die Mädchen noch vor den Männern am Ziel sein können. Dort will Lia in die Rolle einer waschechten Südseeinsulanerin schlüpfen und so die Gunst des Regisseurs gewinnen. Weil die beiden Freundinnen aber knapp bei Kasse sind, machen sie sich in einem Seemannslokal in St. Pauli auf die Suche nach einem Matrosen, der bereit ist, sie als blinde Passagierinnen an Bord eines Schiffes zu bringen. Zunächst geht auch alles ganz glatt, aber auf hoher See werden sie dann doch noch entdeckt – von dem Bandleader Bob. Für ihn ist es nicht schwer, die zwei unter die ebenfalls an Bord weilende Tanzgruppe zu schmuggeln. Weil Bob auf Tahiti einen Onkel hat, der ein Reisebüro leitet, stellt er Lia und Pepsy ein Empfehlungsschreiben an ihn aus.
Onkel Jensen verpasst Pepsy eine schmucke Uniform und ernennt sie zur Fremdenführerin für die soeben eingetroffenen Männer aus Hamburg. Diese führt sie in eine Bambushütte zu einer Tanzvorstellung. Jetzt hat Lia als „Marana“ ihren großen Auftritt. Pepsy dolmetscht die Unterhaltung, weil „Marana“ angeblich nur der Sprache der Maoris (!) mächtig ist. Klar, dass es ihr gelingt, den Regisseur und seinen Begleiter von ihrer Kunst zu überzeugen, sodass sie den beiden – begleitet von Pepsy – in das „weite fremde Land“ folgen darf.
Die angebliche Entdeckung der Südsee-Prinzessin geht durch alle Gazetten und verhilft so der Premiere zu einem großen Erfolg. Auf Dauer lässt sich aber die wahre Identität der „Blume von Hawaii“ nicht verheimlichen. Als die Bombe platzt, glaubt der Theaterdirektor schon, er sehe das größte Fiasko auf sich zukommen. Der Skandal jedoch verhilft den Vorstellungen zu einem noch größeren Erfolg. Am Ende finden sich auch privat zwei Paare: Lia und Stelling sowie Pepsy und Bébé.

## Musik
Zu hören sind die beliebtesten Lieder aus der Operette:
- Du traumschöne Perle der Südsee (English Waltz),
- Blume von Hawaii, ich liebe dich fürs Leben (Slowfox),
- My golden Baby im sonnigen Süden (Foxtrott) und
- Ein Paradies am Meeresstrand (Slowfox).

Sie erklingen aber nicht in der Originalinstrumentierung von Paul Abraham, sondern in einer Bearbeitung von Michael Jary, der auch zusätzliche Musik beigesteuert hat. 

## Ergänzungen
Der gleiche Stoff war bereits 1933 von Regisseur Richard Oswald unter dem gleichen Titel verfilmt worden. Der Film wurde im Atelier Hamburg-Wandsbek produziert. Die Außenaufnahmen entstanden in Cannes und Nizza. Die Bauten schufen die Filmarchitekten und Szenenbildner Herbert Kirchhoff und Albrecht Becker. Paul Seltenhammer steuerte die Kostüme bei. Die Choreografie besorgte Rosyana et Larau.

## Kritik
Das Lexikon des internationalen Films bemerkt lapidar, bei dem Streifen handle es sich um eine „Neufassung der Operette von Paul Abraham in kümmerlichem Revuestil mit Klamottenkomik.“.

## Quelle
- Programm zum Film: Das Neue Film-Programm, erschienen im gleichnamigen Verlag H. Klemmer & Co., Neustadt an der Weinstraße, ohne Nummernangabe